# La Tour de Nesle (film, 1955)
Pour les articles homonymes, voir La Tour de Nesle (homonymie).
Pour plus de détails, voir Fiche technique et Distribution.
La Tour de Nesle est un film franco-italien réalisé par Abel Gance, sorti en 1955.
Il s'agit de l'adaptation de la pièce de théâtre éponyme d'Alexandre Dumas.

## Synopsis
Sous Louis X, la tour de Nesle est le théâtre des orgies de la reine Marguerite de Bourgogne et de deux princesses de ses amies qui font assassiner leurs amants au matin.

## Fiche technique
- Titre : La Tour de Nesle
- Réalisation : Abel Gance
- Assisant-réalisateur : Michel Boisrond
- Scénario : Étienne Fuzellier, Frédéric Gaillardet, Abel Gance, Fernand Rivers d'après le roman et la pièce de théâtre d'Alexandre Dumas
- Dialogues : Étienne Fuzellier, Abel Gance et Fernand Rivers
- Photographie : André Thomas
- Montage : Louisette Hautecoeur
- Musique : Henri Verdun
- Décors : Robert Bouladoux[1]
- Son : Robert Teisseire
- Producteur : Fernand Rivers
- Société de production : Les Films Fernand Rivers
- Pays de production :  France,  Italie
- Format : Couleur  (Gevacolor) — 35 mm — 1,37:1 — Son : Mono
- Genre : Film dramatique, Film historique
- Durée : 120 minutes (2 h 00)
- Date de sortie :
  - France : 18 mars 1955
- Affiches : Henri Cerutti (France)

## Distribution
- Silvana Pampanini : Marguerite de Bourgogne
- Pierre Brasseur : le capitaine Buridan/Lionnais de Bournonville, (Jehan Buridan)
- Paul Guers : Gauthier d'Aunay
- Jacques Toja : Philippe d'Aunay
- Constant Rémy : Landry
- Cristina Grado : Princesse Jeanne
- Lia Di Leo : Princesse Blanche
- Marcel Raine : Orsini
- Michel Etcheverry : Enguerrand de Marigny
- Michel Bouquet : Louis X
- Claude Sylvain : la servante de l'auberge
- André Gabriello : le premier archer
- Catherine Valnay
- Jacques Meyran : le deuxième archer
- Nelly Kaplan : Alice
- Stéphane Henry
- Rellys : le troisième archer
- Daniel Emilfork
- Maffioly
- Rivers Cadet
- Hugues Vanner
- Paul Demange
- Louis Viret
- Vincent Huri
- Bayard